# Beit Duqqu
Beit Duqqu, en arabe : بيت دقّو, est un village du gouvernorat de Jérusalem en Palestine. Il est situé nord-ouest de Jérusalem en Cisjordanie.
Selon le recensement du bureau central palestinien des statistiques, la localité compte une population de 1 754 habitants en 2017.
Depuis 1967, Beit Duqqu est occupé par Israël.